# Yūji Aoki
Pour les articles homonymes, voir Aoki.
Yūji Aoki (青木雄二, Aoki Yūji) est un mangaka japonais né le 9 juin 1945 à Ōe dans la préfecture de Kyoto, au Japon et mort le 5 septembre 2003 à Tsuyama, dans la préfecture d'Okayama.
Il est principalement connu au Japon pour le manga Naniwa kin'yūdō (ナニワ金融道).

## Biographie
Il est né le 9 juin 1945 à Ōe dans la préfecture de Kyoto, au Japon. Il grandit cependant à Yuge (ja) (弓削町), dans la préfecture d'Okayama.
Il débute véritablement sa carrière à l'âge de quarante-cinq ans avec Naniwa kin'yūdō (ナニワ金融道) publié pour la première fois en 1990 dans le Weekly Morning. Après un grand succès de la série au Japon, Aoki décide de se retirer du monde du manga.
Sous la pression de ses fans, il reviendra en 2000 en supervisant la série Kabachitare ! (カバチタレ!) dessinée par son assistant[Qui ?].
Il meurt le 5 septembre 2003 , d'un cancer du poumon, à Tsuyama, préfecture d'Okayama.

## Œuvre
- Sasurai (さすらい?), pré publié dans le magazine Magazine House[4].
- 1990 : Naniwa kin'yūdō (ナニワ金融道?), pré publié dans le magazine Morning ; 19 volumes publiés chez Kodansha[BU 1].

Supervision
- 2000 : Kabachitare! (カバチタレ!?)
- 2001 : Zenimichi (銭道?) ; 1 volume publié chez Shogakukan[BU 2].
- 2003 : Tougenkyou no Hitobito (桃源郷の人々?) ; 2 volumes publiés chez Futabasha[BU 3].

### Adaptation, travaux dérivés, recueils posthumes
- 2003 : Aoki Yuuji Manga Tanpenshuu (青木雄二漫画短編集?) ; 1 volume publié chez Kousaidou Shuppan[BU 4].
- 2008 : Shin Naniwa Kinyuudou (新ナニワ金融道?) par ? ; 20 volumes[BU 5].
- 2009 : Naniwa Zenidou (ナニワ銭道?), par Ko Oikawa ; 16 volumes chez Tokuma Shoten[BU 6].
- 2014 : Shin Naniwa Kinyuudou R (新ナニワ金融道R?) par ? ; 20 volumes[BU 7].
- 2016 : The Naniwa Kinyuudou (ザ・ナニワ金融道?), par ? ; 8 volumes chez Shueisha[BU 8].

## Prix et récompenses
- Prix du manga Kōdansha (16e édition, 1992) avec Naniwa kin'yūdō[5]
- Prix de l'excellence au Prix culturel Osamu Tezuka (1998) avec Naniwa kin'yūdō